# Мкомази (национальный парк)
Национальный парк Мкомази — национальный парк Танзании, расположенный на северо-востоке страны. Мкомази — один из самых молодых парков страны, он получил статус в 2008 году, а до этого долгое время, с 1951 года, оставался охотничьим резерватом.
Название парка пошло из языка племени паре, и означает «ложка воды» (англ. scoop of water).

## Физико-географические характеристики
Парк находится на северо-востоке страны в областях Килиманджаро и Танга и граничит с Кенией, где расположен национальный парк Цаво-Вест. Всего в 6 км от основного въезда в парк проходит скоростная трасса, соединяющая Арушу и Дар-Эс-Салам и стоит город Саме.
Южнее парка находятся горы Паре и горы Усамбара, которые являются частью Восточного рифта, входящего в свою очередь в Восточно-Африканскую зону разломов. Восточная часть парка преимущественно равнинная, по юго-восточной границе проходит река Умба. Северо-западная часть, наоборот, холмиста. Среди её вершин Ндеа высотой 1420 метров и Тулса высотой 1308 метров.
На климат парка существенно влияют горы Усамбара, которые препятствуют появлению осадков. Основными источниками воды являются две небольшие дамбы, а также водоёмы, которые сухи несколько месяцев в году и наполняются во время дождей.

## Флора и фауна
Для парка характерны виды, редкие для всей Танзании, в частности сернобыки (Oryx beisa calliotis), малые куду, геренуки. В 1990 году на территорию резервата были завезены чёрные носороги и африканские дикие собаки. Оба вида находятся в опасности. В настоящее время диких собак можно встретить в парке повсюду, а носороги обитают в специально огороженной зоне. В парке обитает 405 видов птиц, среди которых кустарниковый жаворонок Фридманна (Mirafra pulpa), более характерный для Кении и Сомали. Для него парк является самым южным местом обитания..
В лесной части парка на каменистых почвах произрастают баобабы, а также колючие растения вроде Combretum, Acacia и Commiphora. Большую же часть парка, более 70 %, составляют луга, которые в период сильных дождей преобразуются в болота.